# Лесковец (дем Лерин)
Вижте пояснителната страница за други значения на Лесковец.
Лèсковец (изписване до 1945 година: Лѣсковецъ; произношение в местния говор Лèскоец, на гръцки: Λεπτοκαρυές, Лептокариес, катаревуса:  Λεπτοκαρυαί, Лептокарие, до 1926 Λεσκοβίτσα, Лесковица) е село в Република Гърция, в дем Лерин (Флорина), област Западна Македония.

## География
Селото е разположено на 9 километра югоизточно от демовия център Лерин (Флорина) в северното подножие на планината Радош (Мала река).

## История

### В Османската империя
В XV век в Лесковчене са отбелязани поименно 58 глави на домакинства.
В XIX век Лесковец е българско село в Леринска каза на Османската империя. В 1848 година руският славист Виктор Григорович описва в „Очерк путешествия по Европейской Турции“ Лѣсковецъ като българско село. В „Етнография на вилаетите Адрианопол, Монастир и Салоника“, издадена в Константинопол в 1878 година и отразяваща статистиката на населението от 1873 година Лесковец (Leskovetz) е посочено три пъти – веднъж като село в Леринска каза с 50 домакинства и 145 жители българи, втори път като албанско село в Леринска каза с 25 домакинства и 75 жители (може би е объркано със съседните албанскохристиянски Елхово (Елово) или Лехово (Елеово) и трети път като село в Костурска каза с 50 домакинства и 180 жители българи.
В 1894 година Густав Вайганд в „Аромъне“ нарича Лесковец село прочуто с разбойничеството си.
Според статистиката на Васил Кънчов („Македония. Етнография и статистика“) в 1900 Лѣсковецъ има 330 жители българи христяни.
На Етнографската карта на Битолския вилает на Картографския институт в София от 1901 година Лесковец е чисто българско село в Леринската каза на Битолския санджак с 46 къщи.
Според рапорт на българския търговски агент в Битоля Андрей Тошев цялото село (46 къщи), част от Костурска епархия, което дотогава винаги е било патриаршистко, признава върховенството на Българската екзархия на 25 декември 1902 година. Според секретаря на екзархията Димитър Мишев („La Macédoine et sa Population Chrétienne“) в 1905 година в селото живеят 368 българи екзархисти.

### В Гърция
През Балканската война в 1912 година в селото влизат гръцки части и след Междусъюзническата в 1913 година селото остава в Гърция. Боривое Милоевич пише в 1921 година („Южна Македония“), че Лесковец има 50 къщи славяни християни. В 1926 година селото е прекръстено на Лептокарие.
Според изследване от 1993 година селото е чисто „славофонско“ като „македонският език“ в него е запазен на високо ниво.
Селото празнува на 8 септември, патронен празник на църквата „Рождество Богородично“ (1950). Втората църква на селото се казва „Свети Георги“.
| Име           | Име           | Ново име               | Ново име                | Описание                                     |
| ------------- | ------------- | ---------------------- | ----------------------- | -------------------------------------------- |
| Пондьов дол   | Ποντώφ Ντόλ   | Папас                  | Παπάς                   | връх на СЗ от Лесковец (695 m)               |
| Кутуреску     | Κουτουρέσκου  | Папатанаси             | Παπαθανάση              | местност на Ю от Лесковец и на СЗ от Негован |
| Чакаларов дол | Τσακάλωφ Ντόλ | Йеролохиту Стилиади К. | Ίερολοχίτου Στυλιάδη Κ. | река на Ю от Лесковец                        |
| Друма         | Ντρούκα       | Ставродроми            | Σταυροδρόμι             | местност на ЮЮЗ от Лесковец                  |

### Преброявания
- 1913 – 249 жители
- 1920 – 238 жители
- 1928 – 294 жители
- 1940 – 378 жители
- 1951 – 327 жители
- 1961 – 287 жители
- 1971 – 197 жители
- 1981 – 162 жители
- 2001 – 116 жители
- 2001 – 62 жители

## Личности
Родени в Лесковец
- Дельо Лесковски, български хайдутин
- Дзоле Бегалкин (Лазар Бегалкин), български революционер, войвода на селската чета от Лесковец след 1904 година[18]
- Зафир Стойче, българин, православен, арестуван преди април 1904 година, обвинен в „даване на убежище на българския бунтовнически комитет“, осъден от Наказателния апелативен съд на 4 години каторга, лежал в Битолския затвор, амнистиран с общата амнистия от 12 април 1904 година[19]
- Манче Ване, българин, православен, арестуван преди април 1904 година, обвинен в „даване на убежище на българския бунтовнически комитет“, осъден от Наказателния апелативен съд на 4 години каторга, лежал в Битолския затвор, амнистиран с общата амнистия от 12 април 1904 година[19]
- Манче Стойче, българин, православен, арестуван преди април 1904 година, обвинен в „даване на убежище на българския бунтовнически комитет“, осъден от Наказателния апелативен съд на 5 години каторга, лежал в Битолския затвор, амнистиран с общата амнистия от 12 април 1904 година[20]
- Михо Тръпко, български хайдутин от XVII век
- Ташо Доре, българин, православен, арестуван преди април 1904 година, обвинен в „даване на убежище на българския бунтовнически комитет“, осъден от Наказателния апелативен съд на 4 години каторга, лежал в Битолския затвор, амнистиран с общата амнистия от 12 април 1904 година[19]
- Траян Димитриу (1934 - ), дете-бежанец, активист за човешки права с македонско национално съзнание